# Старо-Альметевское общество
Ста́ро-Альме́тевское общество — сельское общество, входившее в состав Билярской волости Чистопольского уезда Казанской губернии.
В 1858 году общество состояло из следующих населенных пунктов:
| Населённый пункт                    | Количество мужчин  | Количество женщин  | Всего жителей       |
| ----------------------------------- | ------------------ | ------------------ | ------------------- |
| Старая Альметева                    | 626                | 639                | 1265                |
| Кульбаева Мураса                    | 894, (18 кр. тат.) | 847, (13 кр. тат.) | 1741, (31 кр. тат.) |
| Вершина речки Мурасы Кичкальня тоже | 313                | 309                | 622                 |
| Всего в обществе                    | 1851               | 1795               | 3659                |

С 1860-х территория общества вошла в состав Старо-Альметевской волости.
В настоящее время относится к Нурлатскому району Республики Татарстан.